# جی تو د جی–لو! ریمیکس‌ها
جی تو د جی–لو! ریمیکس‌ها (به انگلیسی: J to tha L–O! The Remixes) یک آلبوم ریمیکس از خواننده اهل ایالات متحده آمریکا جنیفر لوپز است. این آلبوم در ۵ فوریه ۲۰۰۲ توسط اپیک رکوردز منتشر شد. آلبوم شامل ریمیکس‌های دو آلبوم نخست لوپز با عنوان‌های آن د سیکس (۱۹۹۹) و جی. لو (۲۰۰۱) است و شامل حضور هنرمندانی مانند شان کامز، جا رول، فت جو و ناز است.
این آلبوم در چارت‌های هلند، آمریکا در رتبه اول و در چارت‌های والونیا، اسکاتلند، بریتانیا، فلاندرز، آلمان، ایرلند، نیوزلند جزو ده آلبوم اول قرار گرفت.